# Koszczyńskie osiedle wiejskie
Koszczyńskie osiedle wiejskie (ros. Кощинское сельское поселение) – jednostka administracyjna (osiedle wiejskie) wchodząca w skład rejonu smoleńskiego w оbwodzie smoleńskim w Rosji.
Centrum administracyjnym osiedla wiejskiego jest wieś (ros. деревня, trb. dieriewnia) Koszczino.

## Geografia
Powierzchnia osiedla wiejskiego wynosi 5,12 km², a główne rzeki to Soż i jego dopływ Moszna.

## Historia
Osiedle powstało na mocy uchwały obwodu smoleńskiego z 28 grudnia 2004 r. (z późniejszymi zmianami w uchwale z dnia 29 kwietnia 2006 roku).

## Demografia
W 2010 roku osiedle wiejskie zamieszkiwało 2042 mieszkańców.

## Miejscowości
W skład jednostki administracyjnej wchodzi 10 wsi: Borieszyno, Giewino, Goriany, Koszczino, Koszczino-1, Łuczinka, Murawszczina, Niemczino, Rakowo, Zamiatlino.